# Sumpf-Bärtchenmoos

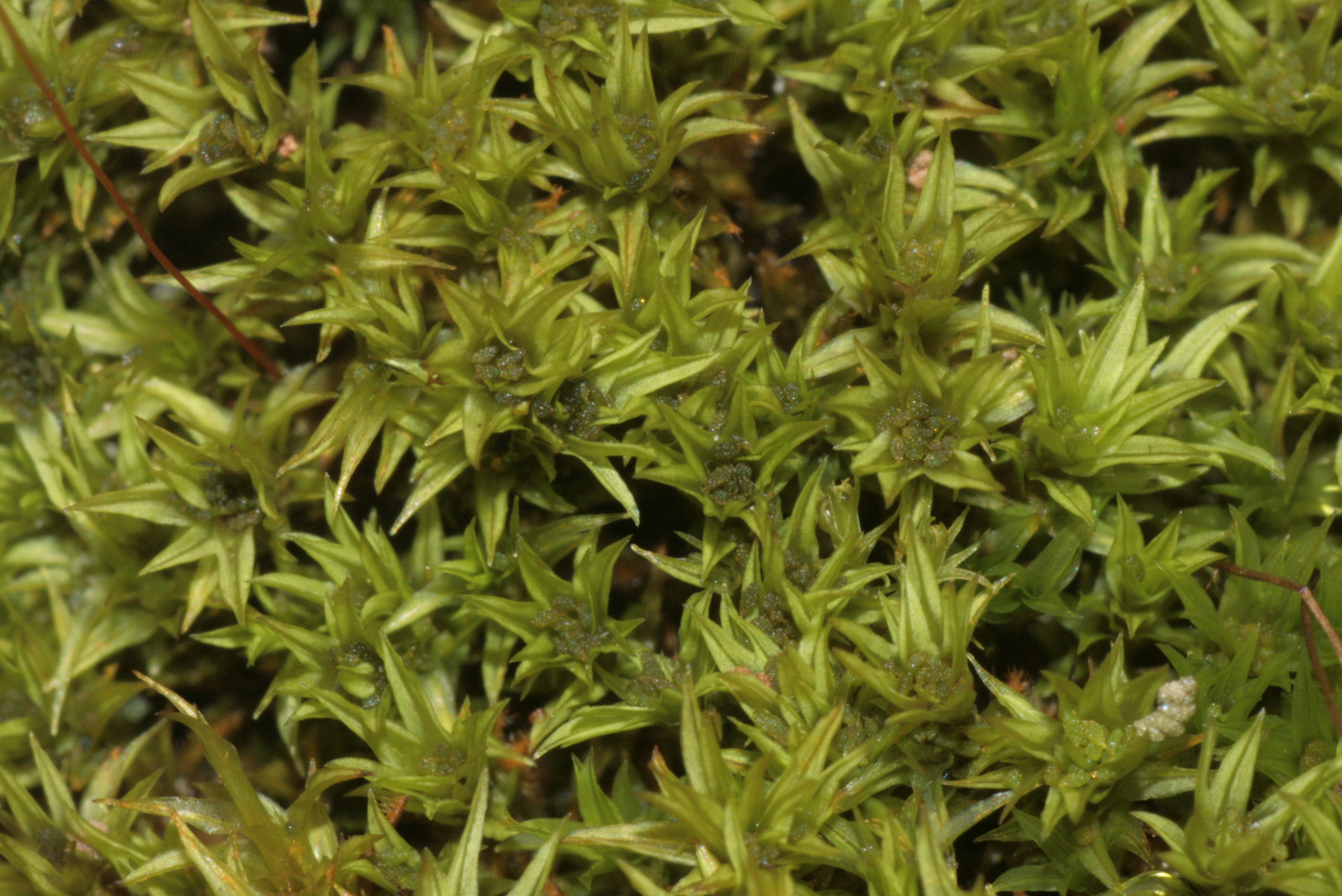
Pflanzen mit Brutkörper

Das Sumpf-Bärtchenmoos (Barbula crocea, Syn.: Barbula paludosa Web. & Mohr) ist eine Laubmoos-Art aus der Familie Pottiaceae.

## Merkmale
Das Sumpf-Bärtchenmoos bildet dichte, oben gelbgrüne, innen gebräunte Rasen. Die 1 bis 6 (maximal 10) Zentimeter hohen Stämmchen sind wenig verzweigt und im unteren Teil rhizoidfilzig. Die Blätter sind im feuchten Zustand aufrecht abstehend, im trockenen Zustand verbogen bis gedreht. Sie sind lanzettlich und zugespitzt. Die Blattränder sind wellig, flach oder unten schwach zurückgebogen und gegen die Blattspitze unregelmäßig und entfernt gezähnt. Die Blattrippe reicht bis in die Blattspitze oder kann seltener kurz austreten. Die Rippenoberseite hat verlängerte Zellen. Die Blattzellen sind im oberen Blattteil rundlich quadratisch, etwa 6 bis 9 µm groß und dicht papillös, an der Blattbasis sind sie schmal-rechteckig und glatt.
In den Blattachseln befinden sich meist für diese Art charakteristische, relativ große, ellipsoidische, gestielte und vielzellige Brutkörper.
Die Sporophyten haben eine rote Seta und eine schmale, länglich eiförmige bis ellipsoidische Kapsel mit lang geschnäbeltem Deckel und langen, 3- bis 4-mal links gewundenen Peristomzähnen. Die Sporen sind glatt, gelblich und 9 bis 12 µm groß. Die Pflanzen sind diözisch.

## Vorkommen
Das Moos wächst an frischen bis feuchten, manchmal auch überrieselten Kalkfelsen und Kalktuff an schattigen bis lichtreichen, luftfeuchten Standorten. Es kommt in den europäischen Gebirgen (Alpen und Alpenvorland, Jura, Pyrenäen, sehr selten Skandinavien) vor. Außerhalb von Europa wurde es in Algerien beobachtet.